# フィリップ2世 (バーデン＝バーデン辺境伯)
フィリップ2世（Philipp II. von Baden, 1559年2月19日 - 1588年6月7日）は、バーデン＝バーデン辺境伯（在位：1569年 - 1588年）。

## 生涯
バーデン＝バーデン辺境伯フィリベルトとその妻でバイエルン公ヴィルヘルム4世の娘であるメヒティルトの間の長男として生まれた。父はプロテスタント信徒、母はカトリック信徒だった。1569年に父がユグノー戦争で戦死すると、わずか10歳のフィリップは母方の伯父のバイエルン公アルブレヒト5世の手元に引き取られた。後見人となったアルブレヒト5世は甥のフィリップを敬虔なカトリック信徒に育て上げ、対抗宗教改革の牙城の一つインゴルシュタット大学で学ばせた。
父フィリベルトは領民に信教の自由を保証していたが、熱烈なカトリック信徒であるフィリップの下では、信仰の自由には強い制限が加えられた。伯父アルブレヒト5世がフィリップの後見人として統治を代行していた時期にあたる1570年から1571年にかけ、バーデン＝バーデン辺境伯領は体制宗教をカトリックに変更した。フィリップは1571年に親政を開始した際の最初の布告で、バーデン＝バーデンの全領民に対して教会にミサに行くように命じ、もしこの命令を守らない場合は重い刑罰を与える、と宣言した。
フィリップは1579年、曾祖父クリストフ1世の建てた新宮殿（Neues Schloss）を一度取り壊した上で、その跡地に盛期ルネサンス様式の絢爛豪華な宮殿を建設したが、この建築事業のせいで莫大な負債を抱えた。1582年の城の財産目録には、218もの楽器を購入していることが記録されており、こうした浪費も相まって借金は20万グルデンに達していた。民間からの借金に何とか対応するため、フィリップは高い税金を安くする措置を採ったが、こうした対応策は計画経済のシステムと似たような形だった。
バーデン＝バーデン辺境伯領における魔女狩りはアルブレヒト5世の後見時代から始まったが、フィリップの親政期に入ってからはより数が多くなった。フィリップが最後に行った魔女の処刑は1580年のことである。この時の魔女の火刑では、18人の女性がバーデン＝バーデン、ラシュタット及びクッペンハイムで生きたままあぶり殺された。
独身のまま29歳で死去し、従弟のバーデン＝ローデマヒェルン辺境伯エドゥアルトが後を継いだ。遺骸はバーデン＝バーデンの参事会教会（Stiftskirche）に安置された。
| 先代 フィリベルト | バーデン＝バーデン辺境伯 1569年 - 1588年 | 次代 エドゥアルト |